# Microregiunea Baja
Microregiunea Baja (în maghiară Bajai kistérség) a fost o microregiune statistică (kistérség) din județul Bács-Kiskun, Ungaria.
Cu o populație de 72.358 locuitori și o suprafață de 1.190,18 km2, aceasta a existat până în 2014, când în Ungaria, microregiunile ”kistérségek” au fost înlocuite de districte (járások).